# Fort Jefferson
Situé au cœur des îles de Dry Tortugas, dans l’archipel des Keys, en Floride, le fort Jefferson est une imposante forteresse côtière inachevée composée de plus de 16 millions de briques. C’est la plus importante construction en maçonnerie du continent américain. Il occupe la quasi-totalité de Garden Key. Il a été érigé pour protéger des pirates les routes maritimes menant aux Caraïbes.

## Histoire

### Construction
Entre fin décembre 1824 et début janvier 1825, environ cinq ans après la signature du traité d'Adams-Onís, qui a conclu la vente de la Floride par l’Espagne aux États-Unis pour 5 millions de dollars, le commodore américain David Porter inspecte les îles Dry Tortugas à la recherche d’un emplacement pour installer une base navale permettant de lutter contre la piraterie dans les Caraïbes.
Peu enthousiasmé par les lieux, il considère les îles Dry Tortugas comme étant impropres à la construction d’un tel établissement, car n’étant que de petits îlots de sable affleurant à peine au-dessus du niveau de la mer, ne disposant pas de source d’eau potable, offrant trop peu de terres pour pouvoir y placer des fortifications et un sous-sol insuffisamment résistant pour seulement en supporter le poids.
Cependant, des membres du gouvernement y voient un excellent emplacement pour un phare propre à aider la navigation dans les récifs et eaux alentour. À ce titre, une petite île, d’abord appelée Bush Key, puis plus tard Garden Key, est sélectionnée pour accueillir ce projet. La construction débute en 1825 et s’achève en 1826. Le phare, de presque 20 mètres de haut, constitué de briques et d’un parement extérieur blanc, est accompagné d’une maisonnette blanche servant à accueillir le gardien.
En mai 1829, le commodore John Rodgers fait à son tour une évaluation des îles Dry Tortugas en tant que point d’ancrage. Contrairement à l’expérience de son prédécesseur, il est enchanté par les lieux, qu’il décrit comme un assemblage de 11 petits îlots protégés par des récifs coralliens sur lesquels viennent se briser les flots. Il remarque aussi l’opportunité d’avoir un port interne et un autre externe, le port interne offrant un ancrage protégé en toutes saisons, de dimensions et de profondeur suffisantes pour accueillir tous types de navires de différentes tailles et en grand nombre, combiné à une ouverture étroite (une centaine de mètres).
Selon lui, si une puissance hostile était amenée à occuper les îles de Dry Tortugas, cela mettrait grandement en péril la navigation américaine dans tout le golfe, à moins d’avoir une domination navale absolue. Au contraire, si les Dry Tortugas étaient occupées et fortifiées par l’armée américaine, elles constitueraient un poste avancé stratégique pour la défense du golfe.
S’ensuivent alors de nombreuses études scientifiques et administratives, qui aboutissent au bout de 17 ans au début de la construction de Fort Jefferson (en référence à Thomas Jefferson) sur l’îlot de Garden Key. Il est alors prévu que le fort soit construit de manière à inclure totalement le phare de Garden Key à l’intérieur des fortifications, permettant ainsi au phare de poursuivre sa fonction vitale de guidage à travers les eaux des îles de Dry Tortugas jusqu’à ce qu’il soit remplacé par un nouveau phare, au sommet d’un des murs de la forteresse, en 1876. Le phare original en briques a été démonté en 1877.

### Description

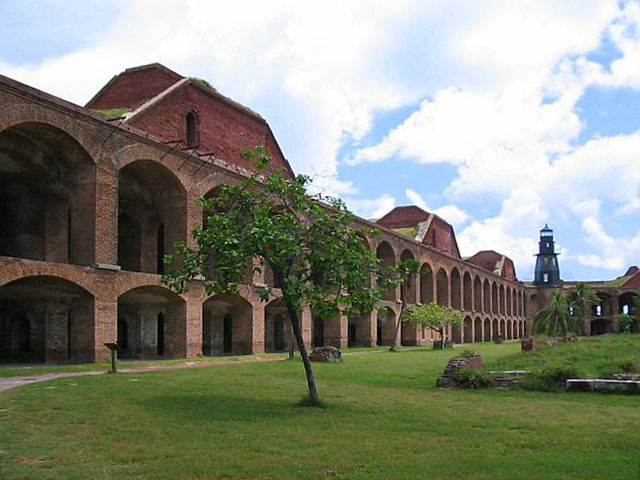
Détail de la cour intérieure.

Le fort décrit une forme hexagonale irrégulière dont les côtés opposés sont parallèles et de même longueur. Deux des côtés mesurent environ 99 mètres, tandis que les quatre autres mesurent environ 145 mètres. Aux angles sont dressés des bastions avancés, destinés à permettre un tir défensif le long des murs. De larges embrasures disposées régulièrement accueillent de nombreuses et puissantes pièces d’artillerie, faisant de Fort Jefferson une forteresse théoriquement imprenable et à même de détruire tout navire ennemi qui passerait à portée de ses canons. Les épais murs de briques abritent en leur sein les baraquements des soldats, les quartiers des officiers, le dépôt de munitions, le magasin, la cantine, la citerne, ainsi que tous les bâtiments nécessaires à la vie et à la défense du fort.
Pour aider à la réalisation d’un tel édifice, l’armée fait appel à de la main-d’œuvre civile : ouvriers, machinistes, charpentiers, forgerons, maçons, mais également à des soldats punis et des esclaves. En 1863, l’augmentation significative du nombre de soldats condamnés à effectuer une punition permet de se passer des 22 esclaves noirs.

### Période d'activité
Le fort a abrité jusqu’à 1 729 militaires, ainsi que les familles de certains officiers, le personnel d’entretien, les gardiens de phare et leurs familles, les cuisiniers, un médecin et sa famille, ce qui porte l’ensemble à environ 2 000 personnes.
Le fort est resté aux mains des "nordistes" de l'Union durant toute la guerre de Sécession. Avec la fin des hostilités en 1865, la population du fort est tombée à 1 013 personnes, dont 486 soldats et civils et 527 prisonniers, pour la plupart des déserteurs.
Quatre prisonniers spéciaux furent internés ensuite dans le fort. Il s'agit du Dr Samuel Mudd, d'Edmund Spangler, de Samuel Arnold et de Michael O'Laughlen, qui avaient été reconnus coupables de complot dans l'assassinat d'Abraham Lincoln. La construction de Fort Jefferson était toujours en cours lorsque le Dr Mudd et ses codétenus sont arrivés, et s'est poursuivie pendant le temps qu'ils y ont été emprisonnés et pour plusieurs années par la suite, mais n'a jamais été complètement terminée. Au cours d'une épidémie de fièvre jaune, en 1867, Mudd remplace le médecin décédé et limite la contagion. En remerciement, il est gracié par le président Andrew Johnson et libéré.
En 1888, l'utilité militaire de Fort Jefferson avait diminué, et le coût du maintien de la forteresse, en raison des effets des ouragans fréquents et du climat tropical corrosif et débilitant, ne pouvait plus être justifié. La gestion du fort est transférés au Marine Hospital Service ; il sera exploité comme une station de quarantaine pour les marins du United States Merchant Marine, des US Coast Guard d'autres organismes fédéraux.

## Statut du parc
Le 4 janvier 1935, le Président Franklin D. Roosevelt, qui a visité la région par bateau, classa la région comme le monument national Fort Jefferson. Elle a été inscrite sur le Registre national des lieux historiques le 10 novembre 1970. Le 26 octobre 1992, le Dry Tortugas, dont Fort Jefferson, a été établi comme le Parc national des Dry Tortugas. Les îles ne présentent pas de quantité d'eau douce ou même de cours d'eau saisonniers, d'où le nom « sec ». En raison des difficultés potentielles de survie dans de telles conditions, l'une de ces îles a été utilisée comme lieu de tournage d'un film de survie militaire qui sert à former le personnel navigant.